# 三更半夜
是1985年的美國黑色幽默電影，由馬丁·史柯西斯執導，約瑟夫·米尼恩編劇。主演是格里芬·鄧尼，本片講述由鄧尼飾演的Paul Hackett，在晚上的紐約蘇豪區至回家途中所經歷的一連串不幸遭遇的故事。

## 劇情
Paul（格里芬·鄧尼飾演）的工作是電腦文書，一日，下班後去餐廳吃宵夜，一個名叫Marcy（羅珊娜·艾奎特飾演）的女子前來搭訕，Marcy留下自己的電話號碼並且簡單地自我介紹後就離去。 
Paul為了積極追求一段艷遇，在午夜的時候打電話給Marcy，沒想到Marcy卻一直在抱怨她的生活，讓Paul得逞，感到十分掃興的Paul，在返家的路途中，卻意外地捲入一連串的麻煩當中，與酒吧老闆、酒吧女服務生、龐克青年們、兩名竊賊、還有開著冰淇淋車的女人等等糾纏不清，彷彿這一夜，大家都在阻礙Paul回家。

## 演員
- 格里芬·鄧尼（英语：Griffin Dunne） 飾 Paul Hackett
- 羅珊娜·艾奎特 飾 Marcy Franklin
- 特瑞·加爾（英语：Teri Garr） 飾 Julie
- 約翰·赫德 飾 Tom Schorr
- 凱瑟琳·歐哈拉 飾 Gail
- 琳達·佛倫提諾（英语：Linda Fiorentino） 飾 Kiki Bridges
- Verna Bloom（英语：Verna Bloom） 飾 June
- 湯米·鐘（英语：Tommy Chong） 飾 Pepe
- 切奇·馬林 飾 Neil
- 威爾·派頓（英语：Will Patton） 飾 Horst
- Clarence Felder（英语：Clarence Felder） 飾 Club Berlin bouncer
- 迪克·米勒 飾 Pete
- Bronson Pinchot（英语：Bronson Pinchot） 飾 Lloyd
- 馬田·史高西斯 飾 Club Berlin searchlight operator
- 菲克特·亞哥（英语：Victor Argo） 飾 Diner Cashier
- 拉里·卜洛克（英语：Larry Block） 飾 Taxi Driver
- 洛可·西斯托（英语：Rocco Sisto） 飾 Coffee Shop Cashier

## 外部連結
- 互联网电影数据库（IMDb）上《三更半夜》的资料（英文）
- 爛番茄上《三更半夜》的資料（英文）
- Metacritic上《三更半夜》的資料（英文）
- 豆瓣电影上《三更半夜》的資料 （简体中文）
- Box Office Mojo上《三更半夜》的資料（英文）
- AllMovie上《三更半夜》的资料（英文）